# Shashalee Forbes
Shashalee Nordi Forbes (10 de mayo de 1996) es una deportista jamaicana que compite en atletismo, especialista en las carreras de velocidad. Ganó dos medallas en el Campeonato Mundial de Atletismo, en los años 2017 y 2023.

## Palmarés internacional
| Campeonato Mundial | Campeonato Mundial    | Campeonato Mundial | Campeonato Mundial |
| Año                | Lugar                 | Medalla            | Prueba             |
| ------------------ | --------------------- | ------------------ | ------------------ |
| 2017               | Londres (Reino Unido) | Medalla de bronce  | 4 × 100 m          |
| 2023               | Budapest (Hungría)    | Medalla de plata   | 4 × 100 m          |